# マッスルパーク
マッスルパークは、株式会社モンスター・ナインが運営していた日本の屋内型スポーツテーマパーク。テーマに分かれた9つのパークとモンスターバーガー、ストアパークで構成されていた。

## 沿革
- 2006年12月16日に、東京都台場のデックス東京ビーチアイランドモール5Fに「お台場マッスルパーク」がオープン。
- 2010年7月18日に、北海道千歳市の千歳アウトレットモール・レラに2号店・「千歳マッスルパーク」がオープン。
- 2010年10月31日、「お台場マッスルパーク」が閉園。
- 2011年8月28日、「千歳マッスルパーク」が閉園。

## アトラクション
筋肉番付シリーズや「最強の男は誰だ!壮絶筋肉バトル!!スポーツマンNo.1決定戦」、「SASUKE」で登場した一部の競技をほぼ忠実に再現しているのが売り（安全面などを考慮した結果、スケールをデフォルメ化したアトラクションもある）。

### ランキングパーク
3つのアトラクションを通して行い、それぞれの結果をポイント化、合計ポイントから体力年齢を算出する。身長130cm以下の人は参加できない。「体育王国」のブルータルラボがベース。
バランス（平衡感覚）不安定な円盤の上でバランスを取り続けられた秒数に応じてポイントがつく。
アジリティ（敏捷性）前後左右上に設置されたボタンを順番に押していき、その速さによってポイントがつく。
コーディネーション（反射能力）スピーカーから指示される体の部位（右手・左手・両手・右足・左足・両足）を素早く動かす。成功回数によってポイントがつく。
- 30ポイントで完全制覇だが、27ポイント以上で景品が出る。この、コーディネーションのみ、千歳店にも設置されている。

### ツインパーク
2人1組で協力して行うアトラクションがそろっている。1人でもスタッフとペアになって競技可能だが、商品獲得権利は発生しない。
アメージングボール2つのバスケットに2人でボールを入れる。
- 制限時間は前半30秒、後半30秒の合計60秒。前半と後半の間に10秒の休憩が入る。
- 　10秒の休憩間に、玉を集めても良い
- ジャンプおよびボールを2つ以上同時に投げることは禁止されている。
- 二人で合計50個以上入れることができれば完全制覇となり商品が出る。

マッスルトレイン電車が一周している間に引き出し（この上に線路がある）から積み木を取り出して積み上げる。積み木は全部で30段。
- 「黄金筋肉」で同名競技が行われていたが、番組では1人50段を積み上げる物だった。
- 電車が脱線する、積み木が崩れる、あるいは制限時間1分30秒が経過すると競技終了。
- 二人ともが30段積み上げて成功となる。片方が失敗した場合は競技終了。
- 引き出しを閉めるとき、閉めたあとは積み木に触れてはいけない。
- 　パーク内で最もルールが複雑と言われており、ルールを理解していないまま挑戦し、失格になってしまう人がとても多い。

イライラハーモニーボールを棒で両脇から挟んで障害物を越えていく競技。
- 棒が障害物に当たったり、ボールが落ちたりした時点で競技終了。最後にバスケットにボールを入れるが、このとき入れ損じても失敗となる。
- 制限時間は男女ペアなら33秒、男性同士なら25秒である。ただし、小学生以下の男性同士であれば33秒となる。
- 時間内にゴールすれば完全制覇となり景品が出る。
- 　失敗した場合は、罰ゲームとして棒を最初の位置まで戻さなければならない。

### ワークアウトパーク
ワークアウト懸垂、腹筋、腕立て伏せを行う。
- 競技時間は3分間。
- 途中で体勢が崩れると失格となる。
- 2008年3月1日のリニューアルで登場。かつて設置されていたクイックマッスルの上位競技とされる。

### サスケパーク
以前は「サスケパーク」という名称であったが、2007年4月25日のリニューアル時にデサントがスポンサーにつき「デサントサスケパーク」にパーク名が変更になった。2008年3月1日のリニューアルでサスケパークに名称が戻った。
SASUKE (お台場版)以下の4つのステージに続けて挑戦する。
アームバイクペダルにぶらさがり、そのままペダルをこいで前に進む。
- サスケパークの中では、唯一このエリアのみ開始から1度もリニューアルされず残っている。

新クリフハンガー奥行き3cmの突起にぶら下がり、右へ進んでいく。途中で30cmの上りと45cmの下りがある。2008年7月19日のリニューアルで「新クリフハンガー」に名前が変わり、形は、2本目が右上がりになり、2本目から3本目との距離が1mになった。
サーモンラダーバーにぶら下がり、そのバーを持ち上げて上に進む。
- 段が4段あり、3段目と4段目の距離が長い。（本家SASUKEでは7段で、6段目と7段目の距離が長くなっている。）
- 小学生と女性は挑戦できない。
- かなりの難易度であり、一段上げることのできないチャレンジャーも多い。
- 2007年4月25日のリニューアルで登場。

アームリング2つのリングにぶら下がり、左右高さの違うレールを滑りながら進む。途中、段差があり、それを超えなければならない。また、アームリングの終点と、ゴールマットの距離がかなり離れており、そこへ飛び移らなければならない。 
- 2008年7月19日のリニューアルで登場した。

- 制限時間は3分間。落下すると失敗となるが、次のステージに挑戦することができる。
- 制限時間内に落下することなくゴールすれば完全制覇となり景品が出る。

SASUKE (千歳版)以下の6つのステージに続けて挑戦する。
デビルステップス階段の裏側にぶら下がって進む。前半は登りで、途中で向きを変えて下る。
サーモンラダーバーにぶら下がり、そのバーを持ち上げて上に進む。
- こちらは段が5段あり、4段目と5段目の距離が長い。また各段の距離は不明だが、お台場より遠いように思われる。

アンステーブルブリッジチェーンで吊るされた2枚の板にぶら下がって渡る。一枚目は4点吊りで比較的安定しているが、2枚目は2点吊りのため左右のバランスが崩れると傾いてしまう。また2枚目から対岸へ着地する際も少し距離が開いている。
- サーモンラダーを最上段まで上げた状態から、連続して挑戦することになる。

ネオクリフハンガー奥行き3cmの突起にぶら下がり、右へ進んでいく。途中で落差30cmの上り、距離80cmの水平移動、落差50cm距離100cmの下りがあり、最後の突起のみ奥行が5cmある。最後の突起から対岸まで少し距離があり、体を振って飛ばなければいけない。
- デザインはアルティメットクリフハンガー（第25回大会以降）に近いが、突起の配置などはオリジナルである。

アンビリカルコードゴムが付いていて伸縮する3本のロープを掴んで渡る。
- かつてSASUKE本戦の1stにあったターザンロープ・3rdにあったバンジーロープクライムのリメイクエリア。

パイプスライダーレールの上に乗ったバーにぶら下がり、体重移動でスライドさせて進む。レールの終点からゴールの足場までは間隔があいており、バーが後退しないように体を振って飛ぶ必要がある。
- 制限時間は3分間。デビルステップスからネオクリフハンガーまでのエリアで落ちた場合はアンビリカルコードから再開、アンビリカルコードで落下した場合はパイプスライダーから再開、パイプスライダーで落下した場合は競技終了になる。
- 制限時間内に落下することなくゴールすれば完全制覇となり景品が出る。なおこちらのパークは開業から約半年間完全制覇者は出なかった。(因みに初の完全制覇者はSASUKE新世代組の一人、又地諒だった。)

### ブレインパーク
体力系アトラクションの多いマッスルパークだが、ブレインパークでは頭脳系アトラクションをそろえている。
フラッシュサークル記憶力系アトラクション。
- 6つに分かれたポールにボタンが付いていて、光る所を覚え、それを覚えてその通りにボタンを押していく。
- 2008年3月1日のリニューアルで登場。

ナンバーバトルランダムに並ぶ数字を1から順にタッチして消していき、その速さを競う。
- 第1ステージは1～9、第2ステージは1～16、第3ステージは1～25の数字がランダムに並ぶ。
- タッチパネルで競技を行う。
- 3ステージ通じてのクリアタイムが19秒未満で完全制覇となり景品が出る。
- 2007年1月1日に放送された「最強の男は誰だ!壮絶筋肉バトル!!スポーツマンNo.1決定戦」では、「25」というタイトルでこの競技が行われており、マッスルパークで番組に先駆けて公開された珍しいアトラクション。

ボディクロック体内時計で時間をカウントし、ピッタリにカウンターを止める競技。1度に3人まで挑戦可能。
- 「筋肉番付」で行われていた同名競技がベース（番組では5ステージ制）。
- 第1ステージは10秒、第2ステージは20秒、第3ステージは30秒を狙うが、それぞれ許容範囲が定められており、実際は第1ステージは9秒50～10秒50（許容範囲±0秒50）、第2ステージは19秒70～20秒30（許容範囲±0秒30）、第3ステージは29秒10～30秒10（許容範囲±0秒10）であればクリアとなる。
- 各ステージでクリアすると次のステージへ進むことができる。失敗したステージで競技終了となる。
- 第3ステージクリアで完全制覇となり、景品が出る。

### パンチアウトパーク
かつては「ピッチングパーク」という名称であったが、パンチアウトの新設に伴いパーク名が変更された。
パンチアウト（ボウリング）12球のボールを転がし、奥に設置されたゴールに入れる。
- 12球すべて投げることができる。
- ゴールは円形で1番から9番まで9等分されており、回転している。レーンの途中には障害物が設置され、ボールが停滞してしまうこともある。
- 9ゴールで完全制覇だが、7ゴール以上で景品が出る。
- 2007年3月24日のリニューアルで登場。
- 筋肉番付の同名の競技とは別物である。

ストラックアウト（野球）正面の9枚の的をピッチングで打ち抜く。
- 用意される玉は12球だが、的よりも持ち玉が少なくなった時点で競技終了となる（基本は4球失敗で終了だが、2枚抜きを行えばこれに限らない）。ただし、小学生と女性は景品獲得権を失うが1球だけ投げることができる。
- 玉が壁・床・天井に触れたも場合は無効となる。また、的が完全に落ちない場合、球がフレームに当たった衝撃で的が落ちた場合も失敗である。
- 的は正方形3×3で、中央の5番だけ四方をフレームで囲んだ「筋肉番付」での3代目の配置。構造上、2枚抜きは可能だが、3枚以上同時に抜くのは不可能。
- 9枚すべて打ち抜くと完全制覇だが、7枚以上で景品が出る。

### シューティングパーク
キックターゲット（サッカー）サッカーゴールに設置された9枚の的をキックシュートで打ち抜く。
- 用意される玉は12球だが、的よりも持ち玉が少なくなった時点で競技終了となる（4球失敗で終了）。ただし、小学生は景品獲得権を失うが1球だけ蹴ることができる。
- 玉が壁・床・天井に触れたも場合は無効となる。また、的が完全に落ちない場合、的が落ちてもボールがフレームを超えなかった場合も失敗である。
- 的は上段に1番～4番、中段に5番～8番、下段中央に9番という、初代キックターゲットに準じた配置。またフレームの構造上、2枚抜きは不可能である。
- 9枚すべて打ち抜くと完全制覇だが、7枚以上で景品が出る。また、7枚以上の好記録をとるとマッスルチャンネルにその映像が流れることもある。
- ブーツやハイヒールなど、運動に適さない靴の場合は、レンタルシューズの貸し出しを行っている。

ドリームディスク（フライングディスク）フライングディスクを9枚の的に当てる。
- かつてはターゲットパークに設置されていたが2008年3月1日のリニューアルでターゲットパークそのものが廃止となったためシューティングパークへ移動された。
- 「筋肉番付」のUFOがベース。
- フライングディスクが壁・床・天井に触れた場合は無効となる。
- 1番～8番の的が円形に配置され、中心の的が9番となる。9番は他よりも小さい。
- 9枚すべて当てると完全制覇だが、記録7枚以上で景品が出る。また、真ん中を当てただけでは景品は出ない。

### ファミリーパーク
このパークの競技はすべて4歳以上であれば競技可能となっている。
2008年3月1日のリニューアルでパーク自体が登場。
とびパパシューティング
とびまっするジャンプ
とびチビカーリング

### キッズパーク
- 身長140cm以下の幼児・児童を対象としたパーク。入場には18歳以上の保護者の同伴が必要となる。（子供はもとより、同伴の保護者も入場料が必要。）
- オレンジゾーンとブルーゾーンの2つのエリアで構成される。
- 3歳以上はオレンジゾーン・ブルーゾーンどちらでも一人で遊ぶことができる。
- 2歳以下は原則オレンジゾーンのみの利用だが。保護者が付き添うことでブルーゾーンの利用も許される。
- 18歳未満で身長140cm以上の子供は、大人料金で入場できるがオレンジゾーンのみの利用となる。（保護者とは認められない。）
- 2007年4月25日のリニューアルから完全時間制（平日は60分または30分、土日休日は30分）となった。
- 他のパークより入場受付終了が早い。

## かつて設置されていたアトラクション

### サスケパーク
SASUKE
ランプグラスパー
- SASUKE第2エリアとして設置されていたが2007年4月のリニューアルでサーモンラダーと入れ替わりになった。
- 天井から突き出た球体を握って雲梯のように進んでいく。
- リニューアル後は、第2エリアにクリフハンガー、第3エリアにサーモンラダーという順序になっている。（アームバイク、パイプスライダーは変わらず。）

クリフハンガー（第3形態）
- SASUKE第3エリアとして設置されていたが、2008年7月19日のリニューアルで第4形態の「新クリフハンガー」に名前が変わり第2エリアに順序変更した。

クイックマッスル3分間、腕立て伏せを行う。
- 2008年3月1日のリニューアルで廃止された。

### ターゲットパーク
正面の的9枚をそれぞれの競技で当てていく。
2008年3月1日のリニューアルでパーク自体が廃止された。
スプレーヒッター（野球）トスバッテングで9枚の的にボール当てる。
- 開園から廃止まで完全制覇者が出ることのなかったアトラクションである。

ターゲットダーツ（ダーツ）ダーツで9つの的を狙う。

### ブレインパーク
メモリースピリッツ神経衰弱のような競技。
- 2008年3月1日のリニューアルで廃止された。

### だるまパーク
- 2008年7月19日のリニューアルのため、2008年7月14日をもって終了。

だるま7巨大だるま落とし。大きなダルマ7コマをハンマーで打ち抜く。
- 1つのコマに対してハンマーを振れるのは2回まで。
- だるまが崩れたり、一番上のとびマッスル君が落下したりすると競技終了。
- 7コマすべて打ち抜くと完全制覇だが、5コマ以上で景品が出る。
- 2007年3月24日のリニューアルで登場。

だるまキッズだるま7の小学生向けのもの。
- だるま7と比べると全体的に小さい。
- 7コマすべて打ち抜くと完全制覇だが、5コマ以上で景品が出る。また、商品獲得権利は失うが、途中でだるまが倒れても最後まで挑戦できる。
- 2007年4月25日のリニューアルで登場。

## チケット
チケットはA・B・Cの3種類があり、パークごとに使用するチケットが異なる。それぞれのチケットが数枚綴りになったセットで販売している。また、セットによっては学割があるものもある。
BチケットはAチケットよりも、CチケットはBチケットよりも上位で、Aチケットの代わりにB・Cチケットを、Bチケットの代わりにCチケットを使用することも可能。逆に、Aチケット2枚でBチケット・Cチケットの代わりにしたり、AチケットとBチケットを合わせてCチケットの代わりにしたりすることもできる。
- Aチケット
  - ツインパーク
  - ブレインパーク
  - ファミリーパーク
- Bチケット
  - シューティングパーク
  - パンチアウトパーク
  - KINJIROパーク
- Cチケット
  - ランキングパーク
  - サスケパーク
  - ワークアウトパーク

キッズパークのみ専用チケットの購入が必要である。
- こども
  - 30分600円
  - 60分1000円（平日限定販売）
- おとな
  - 30分200円